# Čertova stěna (opera)
Čertova stěna je komicko-romantická opera o 3 jednáních. Jejím autorem je Bedřich Smetana, který tímto dílem uzavřel svou hudebně dramatickou tvorbu. Libreto napsala podobně jako v případě Smetanových oper Hubička a Tajemství spisovatelka a překladatelka Eliška Krásnohorská. Poprvé byla Čertova stěna uvedena 29. října 1882 v Novém českém divadle. Premiéra však vinou lehkomyslného scénického nastudování nebyla úspěšná.

## Osoby a první obsazení
| osoba | hlasový obor | premiéra (29.10.1882) |
| --- | ------------ | --------------------- |
| Vok Vítkovic, pán z Růže, nejvyšší maršálek království českého                                              | baryton      | Josef Lev             |
| Záviš, jeho synovec                                                                                         | alt          | Betty Fibichová       |
| Jarek, rytíř ve službě Vokově                                                                               | tenor        | Antonín Vávra         |
| Hedvika, hraběnka ze Šauenburka                                                                             | soprán       | Irma Reichová         |
| Michálek, hradní na Rožmberce                                                                               | tenor        | Adolf Krössing        |
| Katuška, jeho dcera                                                                                         | soprán       | Marie Sittová         |
| Beneš, poustevník                                                                                           | bas          | František Hynek       |
| Rarach | bas          | J. K. Chlumecký       |
| Poslové krále Přemysla Otakara II., rytíři, ženská družina hraběnčina, lid hradní a selský, pekelné příšery |              |                       |
| Dirigent: Adolf Čech, režisér: František Hynek                                                              |              |                       |

## Inscenační historie

### V českých zemích
Po prvních pěti málo navštívených představeních byla Čertova stěna znovu uvedena až roku 1890, dlouho po Smetanově smrti. I tak byla hrána jen příležitostně a teprve nastudování Karla Kovařovice z roku 1904 ji zařadilo na standardní repertoár pražského Národního divadla. Hrála se i dne 28. června 1914, kdy bylo její představení předčasně ukončeno, protože dorazila zpráva o atentátu na arcivévodu Františka Ferdinanda. Značná část odborné veřejnosti ji však považovala za úpadkové dílo, umělecký krok zpět oproti Hubičce a Tajemství. Mezi ojedinělé přesvědčené zastánce opery patřila Charlotta Garrigue-Masaryková. Objevovaly se návrhy na její úpravy, zejména libreta, ale i hudby. Roku 1909 navrhl na stránkách Hudební revue řadu změn skladatel (a Smetanův obdivovatel) Otakar Zich. Ty nebyly nikdy realizovány, na rozdíl od rozsáhlých změn textu i hudebních retuší, které pro novou inscenaci v Národním divadle roku 1942 zavedli divadelní kritik Miroslav Rutte a dirigent Václav Talich. Poválečné inscenace se však vrátily k původní podobě.
Teprve se značným zpožděním pronikala Čertova stěna na další českojazyčné operní scény: roku 1900 se hrála poprvé v Národním divadle v Brně, roku 1908 v Městském divadle v Plzni, v Moravské Ostravě se hrála poprvé roku 1923, v Olomouci a v Bratislavě roku 1924. Celkový počet inscenací nebyl velký, hojněji se hrála pouze v Plzni.
V letech 1945–2000 byla inscenována ve všech českých operních divadlech: v pražském Národním divadle (1946, 1948, 1954, 1963, 1974, 1983), v Brně (1954, 1963, 1979), v Plzni (1948, 1950, 1967, 1997), v Ostravě (1948, 1956, 1965, 1981, 1996), v Olomouci (1964, 1986), v Opavě (1949, 1960, 1974), v Liberci (1953, 1976), v Ústí nad Labem (1954, 1964) a konečně i v Českých Budějovicích (1974, 1996). V 21. století ji uvedlo nejprve Národní divadlo (2001) v režii významného anglického operního režiséra Davida Pountneyho a hudebním nastudování Jiřího Bělohlávka. V roce 2005 ji pak nastudovalo Moravské divadlo v Olomouci. Obě inscenace měly derniéru roku 2006. Dosud poslední inscenaci uvedlo Národní divadlo moravskoslezské v Ostravě, měla premiéru 12. června 2014.
Celkově je Čertova stěna druhou nejméně hranou Smetanovou operou (po Braniborech v Čechách). P. Pražák napočítal 291 představení do konce sezóny 1947/48; databáze Divadelního ústavu eviduje 32 profesionálních inscenací po roce 1945. Výmluvným faktem je, že všechna česká divadla ji uvedla ze Smetanových oper až jako poslední. Přesto však počtem inscenací i představení v České republice tato opera značně předčí například méně hrané opery Dvořákovy nebo Janáčkovy.

### Mimo české země
Poměrně malý zájem o Čertovu stěnu na českých jevištích se odráží i v malém zájmu ciziny, a to i pro přetrvávající pověst úpadkového díla. Slovenské národní divadlo v Bratislavě uvedlo tři inscenace: ve smetanovském jubilejním roce roku 1924, roku 1932 a naposledy pak v roce 1949 (ke 125. výročí Smetanova narození). Poprvé mimo Československo se Čertova stěna hrála ve Vídni roku 1924 v podání olomouckého souboru, který zde na zájezdu v Metropoltheater provedl všechny Smetanovy opery. Ve Spojeném království Čertovu stěnu poprvé uvedla londýnská University College Opera, a to v únoru 1987.

### Interpreti
Pěvce přitahovala především hlavní role Voka Vítkovice; v české operní literatuře je jednou z nejlepších příležitostí pro ušlechtilý baryton. Postava byla psána pro legendárního barytonistu Prozatímního divadla Josefa Lva. Ideálního představitele však získala až v Emilu Burianovi. Významnými Voky pak byli Jan Konstantin, Stanislav Muž, Václav Bednář, Teodor Šrubař, Přemysl Kočí, Jindřich Jindrák, nejnověji pak Ivan Kusnjer a Roman Janál. Postavu Záviše ztělesnily například Gabriela Horvátová, Marta Krásová, Štěpánka Štěpánová, Ludmila Hanzalíková nebo Libuše Márová. Z významných představitelek Hedviky lze jmenovat Marii Podvalovou nebo Evu Urbanovou (pro kterou byla Hedvika druhou rolí zpívanou v Národním divadle, po Miladě z Dalibora). Řada českých basistů zpívala vděčnou úlohu Raracha, od Viléma Heše přes Václava Klimenta, Karla Kalaše, Eduarda Hakena, Richarda Nováka a Dalibora Jedličku po Miloslava Podskalského. Roli hradního Michálka napsal Smetana pro Adolfa Krössinga, který zpíval od premiéry až do roku 1915. Ke konci své kariéry ji zpíval významný poválečný tenorista Beno Blachut.

## Děj opery

### 1. dějství
(Skalnatá zalesněná krajina pod hradem Rožmberkem) Rožmberský hradní Michálek, ve službách jihočeského velmože pana Voka z Růže, potkává rytíře Jarka z Vokova doprovodu. Jarek se vrací z námluv, které vedl jménem svého pána u vdovy Mandalény, ale s nepořízenou. Oba si stýskají, jak je to možné, že tak slavný a bohatý pán, první muž v českém království, nemůže ani ve zralém věku najít nevěstu (duet Tak slavný rek, tak bohatýrský pán). Jarek v záchvatu oddanosti přísahá Bohu, že se sám neožení dříve, dokud se nezasnoubí pan Vok (árie Já, věrný soudruh pána svého). Přísahu vyslechne Rarach, v přestrojení za poustevníka. Michálek a Jarek odejdou a Rarach se setkává s mnichem Benešem. Mnich v něm poznává sobě navlas podobného démona, který jej stále provází (duet Duše černá, ďáblu věrná… Lháři! Muž jsem svatý).
Po jejich odchodu se objeví Michálkova dcera Katuška, která toužebně očekává Jarkův návrat (árie Nikdo? Ach, mně se tak zdálo). Kolem jsou děvčata s kosami a srpy na žatvu, ale ani ona Jarka ještě nezahlédla (sbor Dobrý den! Dobrý den!). Když se Jarek konečně objeví, Katuška se nejprve upejpá – je z prostého rodu a není rytíře hodna. Ale Jarek vyvrací její pochybnosti a ujišťuje ji o své lásce (árie Což stále ty pochybnosti). Nakonec oba splynou v objetí a vzájemně si slibují věrnost (duet Tak věčně k tobě lnout). Objeví se Rarach, posměšně jim žehná a připomíná Jarkovi jeho unáhlenou přísahu.
Přichází pan Vok s družinou, v níž je i jeho mladý synovec Záviš. Lid selský i hradní jej vítá (sbor Budiž vítán, vojevůdce). Pan Vok se táže Jarka po výsledku jednání, ale není překvapen, když mu Jarek s rozpaky tlumočí vdovino odmítnutí: už to tak dopadne, že zestárne a zemře sám. Hradní Michálek jej přesvědčuje, aby myslel na zachování svého rodu a nepolevoval v hledání nevěsty. Se stejnou prosbou se připojuje i Jarek a Rarach Vokovi našeptá, že hradní má sličnou dceru. Pan Vok si ji proto nechává předvést. Michálek se tetelí pomyšlením na sňatek Katušky s velmožem, ale v Katušce a Jarkovi tuhne krev (sextet Proč jen tak planeš v líci?). Ale Záviš tuší, že dívka miluje jiného, a přiměje ji k přiznání její lásky k Jarkovi.
Michálek je rozhořčen, ale pan Vok s úsměvem předává Katušku Jarkovi a slibuje jim vystrojit svatbu před oltářem kláštera ve Vyšším Brodě, který právě staví (arioso Ty, jenž svou krev jsi za mne prolil). Ale Jarek si připomíná svou přísahu a musí odmítnout. Michálek vysvětluje Vokovi, k čemu se Jarek před Bohem zavázal (árie Můj pane, můj pane, můj předrahý pane). Tím úpěnlivěji svého pána vybízí, aby se oženil, a k tomuto naléhání se přidávají i ostatní. Rarach, považovaný za Beneše, si na Vokovi vynutí slib jmenování opatem, jakmile bude klášter dokončen – pak může třeba modlitbami zbavit Jarka přísahy…
V té chvíli přijíždí ke hradu rychlý posel a nese panu Vokovi zprávu: Zemřela paní ze Šauenburka a v závěti odevzdala svou osiřelou dceru Hedviku do ochrany právě Vokovi. Na Rarachovu radu vysílá Vok pro sirotka svého synovce. Před odchodem Závišovi vysvětluje, že kdysi paní ze Šauenburka vroucně miloval, ale ta jej odvrhla a provdala se za jiného; od té doby pan Vok nedokázal milovat žádnou jinou ženu (Jen jediná mě ženy krásná tvář tak dojala). Záviš vzbuzuje ve strýci naději, že snad jeho nová schovanka k němu pocítí lásku, a vyjíždí pro ni. I Vok se vzdaluje, potvrdiv Rarachovi vyšebrodské opatství. Beneš se snaží ďábla zažehnat, ale Rarach se mu vysmívá: ví, že právě mnich Beneš se všemi prostředky, včetně očerňování pana Voka u možných nevěst, snaží zabránit velmožově sňatku, aby majetek po něm získal pro svůj klášter. Mnichova nečistá duše je proto ďáblovou jistou kořistí a je to Rarach, kdo Beneše nakonec zahání za hromů a blesků (duet Pryč! Propadni se v pekla moci!).

### 2. dějství
(Sednička v pastýřské chatrči) Jarek v poutnickém šatě vyhledává odpočinutí v chatrči starého ovčáka – kterým je Rarach v přestrojení. Jarek se snažil modlením, půstem a poutí dostát své přísaze, ale vášnivá láska jej stále stravuje (árie Jen klid! Jen duši mé dej, Bože, mír! … Kam prchnout před jejím tak sladkým obrazem?). Usne a Rarach mu do snu vykouzlí vidinu Katušky (árie Jen hajej, holátko! ... Ať lásky vábení).
(Proměna – velká síň na hradě Rožmberku. Spící Jarek zůstává na scéně.) Michálek se stále nemůže srovnat s tím, že mu unikla možnost stát se Vokovým tchánem (árie Ach, zle se tomu přivyká!). Katuška žádá Beneše – v skutečnosti Raracha – ať zařídí panu Vokovi zásnuby, aby si mohla vzít Jarka. I Michálek falešného Beneše žádá, aby pana Voka zasnoubil, avšak s jeho dcerou. Rarach Michálka uchlácholí a pak probudí Jarka, který ihned bere Katušku do náručí, ale vzpomínka na nešťastnou přísahu jejich shledání záhy zkalí. I Vok Jarka vítá zpět na svém hradě, tím radostněji, že se blíží i Hedvika. Záviš již dorazil a na strýcovo přání ji nadšeně popisuje (árie Jak siré ptáče letíc v jiný kraj). Voka toto vyprávění rozvášní vzpomínkami i nadějí. Zdá se mu, že se mu mladost a sny vracejí (árie Již ustaň! Obraz ten mne oslní! a kvintet Tak blaze v radosti pospolu dlít).
Hedvika vstupuje, představuje se a podle medailónu, který jí zanechala matka, poznává mezi přítomnými pana Voka (árie Jsem děva sirá; kdež jest ten). Vok ji přijímá za dceru a v Hedvičině tváři shledává rysy její matky (duet Tvé drahé matky hlas). Po dívčině odchodu se Vok cítí, jako by se mu jeho stará láska vrátila zpět (árie Ó, jaký vír! Ó, jak mi jest!). Přistoupí však k němu Rarach a Beneš a společně ho přemlouvají: chce-li Vok osvobodit Jarka od přísahy a sám dosáhnout klidu duše, musí se zasnoubit – a to s církví svatou, tedy odchodem do kláštera, kde bude Beneš/Rarach opatem. Vok na tuto myšlenku přistupuje (tercet Svých slibů pamatuj! … V ten den, kdy opat zvolený).
Vok svolává svou družinu a oznamuje jí svůj záměr. Všichni se zlobí na poustevníka, který tuto myšlenku velmoži vnuknul, a přesvědčují Voka, aby se nevzdával blaha lásky, služby vlasti ani svých povinností čerstvého náhradního otce. Pan Vok o něco povoluje: pokud se najde dívka, která pro něj dnes večer z upřímné lásky přijde do kláštera dříve, než obleče řeholní roucho, ožení se s ní místo s církví (finále Jakou zvěst nám dáš… Blaha lásky tak se neodříkej… Ó, jak odolám?).

### 3. dějství
(Skalnaté koryto Vltavy pod Vyšším Brodem) Vok se Závišem a Michálkem směřují ke klášteru. Vok vysílá Michálka napřed. Bojovný Záviš nechápe, proč se strýc chce zavřít mezi mnichy, ale Vok v tom vidí úlevu. Domnívá se, že Záviš a Hedvika v sobě mají zalíbení, a sděluje své přání, aby se vzali. Záviš je touto myšlenkou překvapen, protože Hedvika je mu lhostejná, a připomíná, že to k Vokovi Hedvika s láskou spěla a i Vok ji ve skutečnosti miluje. Jejich rozepři přeruší příchod Jarka a Katušky, kteří přivádějí nic netušící Hedviku. Ta zdraví Voka, ale když uvidí klášter, pochopí, že byla dovedena na místo, kde Vok očekává případnou nevěstu. A protože jí zde „prodlít brání stud“, chce se vrátit. Vok ji osloví, ale vzápětí pozbude odvahy a nevysloví své niterné přání; loučí se se všemi a odchází do kláštera. Hedvika cítí zvláštní prudký cit a dojetí. Záviš, Jarek a Katuška ji přesvědčují, že ji Vok vroucně miluje, ale je třeba jednat rychle. Hedvika váhá a zdráhá se uvěřit ve velmožovu lásku (kvartet Ó, nedej v odříkání).
Záviš je z toho, co viděl, přesvědčen, že i Hedvika Voka miluje. Proto spěchá přes lávku ke klášteru, aby to strýci zvěstoval. Michálek mu zastoupí cestu, protože má pokyn nikoho nepouštět k panu Vokovi dlícímu na modlitbách, a málem by mezi nimi došlo k souboji, kdyby je nezastavil Beneš. Záviš odkvapí vyhledat Hedviku a přivést ji k Vokovi třebas násilím. I Michálek chce odejít, Beneš ho však zadrží, protože se potřebuje vyzpovídat. Vypráví Michálkovi, polichocenému posvátnou úlohou, že se po světě potuluje čert v jeho podobě a přesvědčil pana Voka, aby ho udělal opatem. Aby ho Beneš přemohl, musí se zpovědět ze svých hříchů: překazil Vokův sňatek, aby získal jeho peníze pro církev a pro sebe opatské místo. Michálek mu dává rozhřešení a Beneš ho prosí, aby rychle přivedl Hedviku, kterou Vok miluje, jako nevěstu. Ale Michálek odbíhá rozhodnut přivléci místo toho svou Katušku.
Beneš zatím hlídá lávku. Přichází Rarach v přestrojení za ovčáka se stádem ovcí, kterým zpívá pastýřskou píseň (pastorále Jsem dobrý pastýř oveček). Zpovědí posílený Beneš mu však tentokrát dokáže ohnivým znamením kříže zabránit, aby přešel přes lávku a přiblížil se ke klášteru.
V údolí se objeví dvě skupiny děvčat – všechny se potají ubírají ke klášteru, aby se staly nevěstou pana Voka. Narazí na sebe a hádají se o přednost (dívčí sbor Tiše, kradmo, přepozorně… Aj, tak pozdě na vycházce?). Jejich spor přeroste v potyčku, v níž jsou zbraněmi svatební kytice. To už je však dostihnou vesničtí hoši s vrbovými metlami, kterými své nevěrné milenky řádně vyplatí (sbor hochů Však my vás dosáhnem). Děvčata prosí za odpuštění a všechny dvojice se smiřují. Hrom a nastupující bouře je vyženou.
Nečas vyvolal Rarach a svolává svou družinu hříšných duší. Ze skal vyskakují diblíci a provozují pekelný tanec. Rarach je přeruší a káže jim vystavět přes údolí stěnu tak, aby vody Vltavy zatopily klášter a utopily Voka i Beneše (árie Dost plesu! Napněte svou sílu).
Objeví se Hedvika. Utíká Závišovi, ale ví, o co mu jde. Spatří klášter, ale také to, jaká mu hrozí pohroma, o níž nemá Vok tušení. Chce jej varovat, a proto se chystá přejít na druhý břeh po úzké čertově stěně nad rozbouřenými vodami. Tváří v tvář nebezpečí, které Vokovi hrozí, si uvědomuje svou lásku k němu (ariózní recitativ Ó vím, co Záviš snuje). Přispěchá Jarek a snaží se ji před nebezpečným přechodem zadržet a jít varovat Voka sám, ale Hedvika se nedá odbýt. Vstupují tedy na stěnu spolu a Katuška ze břehu prosí nebesa o ochranu. Hedvika s Jarkem vzburcují Beneše. Zatímco Vok vnímá jen skutečnost, že pro něj Hedvika přišla, Beneš zažehnává čertovo dílo jménem Božím. Čertova stěna se protrhne a zboří, Rarachova moc pomíjí, bouře se utišuje.
Záviš a lid přivádějí za panem Vokem královské poselstvo (sbor K modlitbě sám). Katuška a Jarek se radují, protože již tuší Vokovu svatbu, a tedy i svou (kvintet Již Vok se v lásce s děvou spojí). Poselstvo oznamuje Vokovi, že ho Přemysl Otakar II. jmenoval hejtmanem Rakous, Štýrska a Korutan (sbor Svol, pane z Růže, poslům královým). Vok úkol přijímá a bázlivě se táže Hedviky, zda s ním pojede do ciziny jako dcera. Hedvika zaváhá, ale Beneš za ni doplní – jako manželka. Hedvika přitaká a všichni přejí šťastnému panu Vokovi a jeho nevěstě blažený život.

## Nahrávky
- 1945 (rozhlasová nahrávka, rekonstruována 1994, vydala Společnost Beno Blachuta 2012) Zpívají: (Vok Vítkovic) Stanislav Muž, (Záviš) Marta Krásová, (Jarek) Beno Blachut, (Hedvika) Ludmila Červinková, (Michálek) Karel Hruška, (Katuška) Marie Budíková, (Beneš) Karel Kalaš, (Rarach) Vladimír Jedenáctík. Český pěvecký sbor a Symfonický orchestr pražského rozhlasu řídí Otakar Jeremiáš [17]
- 1952 (rozhlasová nahrávka, rekonstruována 1997, dosud nevydána) Zpívají: (Vok Vítkovic) Václav Bednář, (Záviš) Štěpánka Štěpánová, (Jarek) Ivo Žídek, (Hedvika) Jaroslava Vymazalová, (Michálek) Antonín Votava, (Katuška) Drahomíra Tikalová, (Beneš) Jaroslav Veverka, (Rarach) Karel Kalaš. Pěvecký sbor Československého rozhlasu v Praze a Pražský rozhlasový orchestr řídí František Dyk [18]
- 1963 (Supraphon. LP (1963) 1116 8068-70, CD vydáno 2003, SU 3627-2 612) Zpívají: (Vok Vítkovic) Václav Bednář, (Záviš) Ivana Mixová, (Jarek) Ivo Žídek, (Hedvika) Milada Šubrtová, (Michálek) Antonín Votava, (Katuška) Libuše Domanínská, (Beneš) Karel Berman, (Rarach) Ladislav Mráz. Sbor a orchestr Národního divadla v Praze řídí Zdeněk Chalabala
- 1978 (rozhlasová nahrávka, rekonstruována 1998, dosud nevydána) Zpívají: (Vok Vítkovic) Václav Zítek, (Záviš) Libuše Márová, (Jarek) Miroslav Švejda, (Hedvika) Naďa Šormová, (Michálek) Vojtěch Kocián, (Katuška) Daniela Šounová-Brouková, (Beneš) Karel Hanuš, (Rarach) Dalibor Jedlička. Pěvecký sbor a symfonický orchestr Československého rozhlasu v Praze řídí František Vajnar [19]